# Lovinobaňa
Lovinobaňa je obec v okrese Lučenec v Banskobystrickém kraji na Slovensku. Leží na jihozápadním úpatí Stolických vrchů v údolí Krivánského potoka. Žije v ní přibližně 1 900 obyvatel a rozloha katastrálního území činí 21,13 km².
První písemná zmínka o vesnici pochází z roku 1336. Ve vsi stojí klasicistní evangelický kostel s oltářním obrazem od Petra Bohúně z roku 1860. Do katastrálního území obce zasahuje část přírodní rezervace Ružinské jelšiny.
Součástí obce od roku 1990 je i vesnice Uderiná. V ní se nachází klasicistní evangelický kostel s cibulovitou věží z roku 1840.
Prochází tudy Železniční trať Zvolen–Košice.